# Evangelion: 1.0
Evangelion: 1.0 (ヱヴァンゲリヲン 新 劇場 版: 序, Evangelion Shin Gekijōban: Jo, lit. "Evangelion Nova Edició Teatral: Preludi") és una pel·lícula d'animació japonesa estrenada el 2007 que ha estat escrita i dirigida per Hideaki Anno. És la primera de quatre pel·lícules de la tetralogia Rebuild of Evangelion que està basada en la sèrie d'anime original de Neon Genesis Evangelion. Va ser produïda i co-distribuïda per Studio Khara de Hideaki Anno en col·laboració amb Gainax. Hideaki Anno va escriure la primera pel·lícula i és el director general i director de tot el conjunt del projecte. Yoshiyuki Sadamoto, va encarregar-se del disseny de personatges per a la pel·lícula, mentre que Ikuto Yamashita, va fer-ho amb els dissenys mecànics. Tant Shinji Higuchi com Tomoki Kyodo, van responsabilitzar-se dels storyboards de la pel·lícula.
La trama és, en gran part, una adaptació dels episodis de l'1 al 6 de la sèrie Neon Genesis Evangelion original. Encara que algunes escenes i els esdeveniments són repeticions de la sèrie original, altres escenes són noves o s'han omès i també s'ha treballat amb ordinador. La pel·lícula va rebre una resposta positiva dels fans, i Hideaki Anno va dir que era una "versió fidel de la sèrie original". La pel·lícula va ser la quarta pel·lícula més taquillera d'anime al Japó durant l'any 2007 guanyant un total de 2 bilions de iens.
La pel·lícula es va doblar al català i el 13 de maig de 2011 es va estrenar al Canal 3XL.

## Argument
En Shinji Ikari arriba a Tòquio-3. En arribar, veu que l'exèrcit de l'ONU intenta aturar el quart "Angel": Sachiel. Rescatat per la Misato Katsuragi, en Shinji arriba a les casernes generals del NERV on es troba amb el seu pare Gendo (que és el Suprem Comandant de NERV) que li diu que si no pilota l'EVA-01 per lluitar contra Sachiel, la misteriosa Rei Ayanami, que està malferida, serà qui lluitarà, motiu pel qual en Shinji ho accepta. Després de la primera batalla, la Misato el porta a casa perquè hi visqui.
Després arriba l'àngel Shamsel a Tòquio-3 i envien l'EVA-01 amb en Shinji. Ell l'ataca amb un rifle però no fa cap efecte a causa del camp AT de l'àngel. Aquest contraataca amb uns fuets lluminosos. En veure-ho, l'EVA-01 talla el seu cable d'energia deixant-lo amb només 5 minuts d'autonomia, aleshores l'àngel llença l'EVA que cau gairebé sobre en Kensuke Aida i en Toji Zusuhara, que en Shinji fa entrar a l'EVA-01. Quan s'està a punt d'acabar l'energia, en Shinji li clava un punyal progressiu al nucli de l'àngel, vencent-lo.
Més tard apareix un nou àngel: Ramiel que comença a foradar el Geo-front. Per motivar en Shinji, la Misato li mostra l'àngel Lilith. Ella li explica que aquest àngel és l'objectiu dels Àngels i que qualsevol contacte entre ells i Lilith portaria la fi de tota la vida a la Terra.
Amb aquesta informació i el suport dels seus nous amics de l'escola, en Shinji i la Rei, amb els seus EVAs respectius (01 i 00) intenten destruir Ramiel usant un fusell de franctirador de positrons. Després de fallar el tret, l'àngel reacciona i dispara un altre raig que la Rei bloqueja amb el seu propi EVA que cau. Un cop en Shinji venç l'àngel, va a comprovar com està la Rei, ja que tem per la seva vida.
L'última escena transcorre a la Lluna. Hi ha nou contenidors similars a taüts disposats en una línia a la superfície es mostren, amb cinc que són obertes. En Kaworu Nagisa es desperta i s'aixeca del cinquè contenidor. Davant d'ell hi ha un gegant blanc no identificat, envoltat de bastides i equips de construcció, i portant una màscara morada de Seele. En Kaworu manté una breu conversa amb un críptic monòlit de SEELE, dient que desitja conèixer en Shinji.

## Producció
Després de la seva pel·lícula Cutie Honey (2004), el director de Neon Genesis Evangelion Hideaki Anno va començar a planificar un altre projecte d'acció en directe; No obstant, no es va poder redactar un guió per a aquesta pel·lícula i el director va decidir tornar a centrar-se en l'animació. Anno tenia previst treballar de nou en la franquícia Neon Genesis Evangelion des del llançament de la caixa de DVD de la seva sèrie Fushigi no Umi no Nadia. Va començar oficialment a treballar en un projecte relacionat amb Neon Genesis Evangelion el novembre de 2005, considerant que era una franquícia adequada on podia treballar sense problemes de drets ni interferències. Anno es va inspirar en la franquícia Gundam, creada l'any abans per Yoshiyuki Tomino i encara estava passant per sèries de televisió, videojocs i còmics. Es va donar el propòsit d'ampliar la franquícia, possiblement amb la contribució de nous i joves autors; inicialment tenint en compte un títol arran de G Evangelion, va intentar crear una obra capaç de capgirar completament tot el concepte d'Evangelion, de manera semblant al que G Gundam va fer per la franquícia de Tomino. Ell creia que l'animació estava aturada, percebint la necessitat de produir "una obra que agradaria als homes en edat de secundària i universitaris, que s'allunyen ràpidament lluny de l'anime", i elevar el nivell general de les produccions animades. A l'animació infantil, Anno va trobar una àmplia gamma de continguts disponibles, com ara pel·lícules de Hayao Miyazaki i Studio Ghibli, però per als grups d'edat més grans només va assenyalar Gundam; com que la franquícia de Tomino havia assolit popularitat més enllà dels límits de la base de fans d'otaku, Anno es va fixar l'objectiu de fer alguna cosa semblant.
El setembre de 2006, l'edició d'octubre de la revista japonesa d'anime Newtype, va anunciar que durant l'estiu del 2007 sortiria la primera pel·lícula de Rebuild of Evangelion. Durant la pre-producció, Toshimichi Otsuki va declarar que el director Hideaki Anno va tornar a veure tota la sèrie original. Es va posar de manifest que alguns succesos de la sèrie havien causat malentesos i confusió entre els fans i les noves pel·lícules acabarien d'aclarir qualsevol confusió. El desembre de 2006, Anno va revelar a la revista Newtype, que estava feliç de tornar a crear Evangelion, "com ell volia que fos" des d'un començament i que ja no estava restringit per les limitacions tecnològiques i de pressupost.
El novembre de 2006, es va revelar que la majoria del personal de la sèrie original de televisió havia tornat a treballar per la pel·lícula, juntament amb tots els actors de doblatge japonesos de la sèrie original. El clímax de la pel·lícula, l'Operació Yashima, va ser creat com per Anno, amb la col·laboració de Shinji Higuchi.

## Banda sonora
A mitjan 2007, Hikaru Utada va ser escollida per interpretar el tema final de la pel·lícula. Es va triar el seu single Beautiful World. També va fer un remix de l'ending de la sèrie original Fly Me to the Moon, conegut com a Fly Me To The Moon (In Other Words) -2007 MIX-, a partir de la versió que va llançar l'any 2000 en el seu single Wait & See ~ risc ~.
La banda sonora completa de la pel·lícula, composta i arranjada per Shiro Sagisu, va ser gravada l'Abbey Road Studios amb les actuacions de la London Studio Orchestra. Un àlbum amb seleccions de cançons completes de la pel·lícula, sense cap tipus d'edició perquè encaixin a la pel·lícula titulada Shiro SAGISU Music from Evangelion: 1.0 You Are (Not) Alone, va ser llançat el 26 de setembre de 2007. La Bnada sonora d'Evangelion: 1.0 You Are (Not) Alone, amb la banda sonora completa i les cançons Beautiful World i Fly Me To The Moon de la Hikaru Utada, van posar-se a la venda el 25 de maig de 2008. Molts dels temes de les dues bandes sonores són versions rearranjades de la sèrie original Neon Genesis Evangelion, amb Angel of Doom entre les noves composicions, sent utilitzada en un clip promocional, mostrant la lluita contra l'àngel Ramiel.

## Seqüela
La següent pel·lícula de la sèrie, Evangelion: 2.0 You Can (Not) Advance, va ser anunciada en un tràiler, després dels crèdits de la primera, que continua la història amb la introducció de l'Asuka, un personatge nou, redisseny de les unitats EVA, i indicis d'una nova història. La pel·lícula va ser estrenada al Japó el 27 de juny de 2009. Va ser llançada en Blu-ray i DVD al Japó el 26 de maig de 2010 amb el títol Evangelion: 2.0 You Can (Not) Advance.

## Curiositats
- La Rei Ayanami està llegint El Príncep Feliç i altres contes d'Oscar Wilde, a l'escena en la que en Shinji és al llit després de l'atac de Ramiel, dibuixats en producció per Moyoco Anno, la dona del director.[17]
- Al rebost de la Misato hi ha Doritos i cervesa Yebisu original.